# Wasted Talent
Wasted Talent è il sesto album del rapper statunitense Jim Jones, pubblicato dalla Empire Distribution nel 2018. Collaborano, tra gli altri, Jadakiss, Yo Gotti, Cam'ron, Lil Durk e Juelz Santana. Il disco è ispirato ai film A Bronx Tale e New Jack City.
| Recensione | Giudizio |
| ---------- | -------- |
| AllMusic   | misto    |
| HipHopDX   | [ 2 ]    |

## Tracce
1. Intro Bronx Tales – 0:41
2. Never Did 3Quarters – 3:31 – The Heatmakerz
3. Dust & Powder (featuring Jadakiss) – 3:22 – The Heatmakerz
4. Catch on Yet (featuring Trav) – 1:56 – Rain910
5. Banging (featuring Mozzy) – 2:57 – Non Stop
6. Gotta Play the Game (featuring YFN Lucci) – 3:39 – Dougie on the Beat
7. Got to B Real (featuring Alexza) – 4:35 – DJ Rellyrell
8. Epitome – 3:03 – 808-Ray, SmittyBeatz
9. Living My Best Life (featuring Eric Bellinger) – 2:59 – The Heatmakerz
10. Adidas (featuring Ball Greezy) – 3:47 – Killa Watts
11. Chicken Fried Rice (featuring Yo Gotti, 5AM & Trav) – 2:57 – Ron Oilers
12. The Old Way (featuring Axel Leon) – 2:00
13. Diplomatic Immunity (featuring Cam'ron) – 2:55 – The Heatmakerz
14. Head Off (featuring Lil Durk) – 2:58 – Dougie on the Beat
15. Pray (featuring Trav) – 4:22 – Kyle Smith
16. Bag Talk (featuring Ball Greezy) – 3:09 – Foreign Teck
17. Still Dipset (featuring Juelz Santana & Avon Carter) – 3:21 – Jahlil Beats
18. Once Upon a Time (featuring Cam'ron) – 3:26 – The Heatmakerz

## Classifiche settimanali
| Classifica (2018)     | Posizione massima |
| --------------------- | ----------------- |
| Stati Uniti           | 131               |
| US Independent Albums | 11                |